# Laminacauda monticola
Laminacauda monticola é uma espécie de aranhas araneomorfas da família Linyphiidae encontrada na Bolívia. Esta espécie foi descrita pela primeira vez em 1985, pelo biólogo Millidge.